# Императорские конституции
Императорская конституция (в римском праве) (лат. Constitutio principis), по мнению Ульпиана, и есть сам закон «legem esse constant».
«Quodcumque igitur imperator per epistulam et subscriptionem statuit vel cognoscens decrevit vel deplanо interlocutus est vel edicto praecepit, legem esse constat. — Установлено: что бы император ни постановил посредством письма или подписи или предписал, рассмотрев дело, или просто высказал, или предусмотрел в эдикте, — все это является законом».

## Виды конституций
Можно вывести четыре основные формы конституций, которые издавались в эпоху принципата:
- эдикты — общие распоряжения (отличие эдиктов от магистратов в том, что в последних содержались программы деятельности, в то время как императорские эдикты включали в себя постановления, обязательные для всех должностных лиц и населения);
- декреты — решения по судебным делам;
- рескрипты — ответы на вопросы, адресованные к императорам;
- мандаты — указания для чиновников по административным и судебным вопросам.

В период домината основной формой закона остаётся императорский эдикт, поскольку мандаты перестают издаваться, а декреты и рескрипты имеют силу лишь в отдельных случаях.

## Кодификация конституций
Потребность объединения многочисленных и разбросанных императорских конституций стала иметь политическое значение после разделения империи на две половины в конце III века Объединение должно было символизировать единство права при политическом разделении государственного аппарата. Однако кодификация была произведена частными лицами, поскольку правительство не проявило такой инициативы.

## Кодексы

### Кодекс Грегориана
В 295 году был издан Кодекс Грегориана. Его автор, Грегориан, собрал в своей работе конституции от Адриана до современных ему. Подлинника кодекса не сохранилось, однако его фрагменты вошли в ряд других памятников, такие как «Fragmenta Vaticana», «Collatio legum Mosaicarum et Romanarum», «lex romana Visigothorum», «lex romana Burgundiorum». Кодекс состоит из 19 книг, 13 из которых следуют системе преторского эдикта последней редакции. Книги, в свою очередь, делились на титулы с предметными рубриками, где конституции приведены в хронологическом порядке с указанием адресатов и времени издания (inscriptio и subscriptio). В книгах с 14 по 19 трактовались уголовное право и процесс. Пока его не отменил Кодекс Юстиниана, Кодекс Грегориана имел влияние последующие два столетия.

### Кодекс Гермогениана
После 295 года Кодекс Гермогениана стал дополнением к первому собранию. Составитель трижды пересмотрел материал, в результате чего большинство конституций подверглись тщательной редакции. 120 собранных конституций разделялись по содержанию на 69 титулов без объединения в книги. Система и порядок титулов утрачены.

### Кодекс Феодосия
Кодекс Феодосия — первый официальный сборник. В намерения восточно-римского императора Феодосия II входила публикация собрания императорских конституций со включением «ius», то есть произведений классиков. Однако собраны были только императорские конституции, объединённые на 16 книг, разделённых по предметным титулам. Кодекс был переслан в Рим и принят Валентинианом III, соправителем Феодосия II. Собрание пользовалось авторитетом на Западе, в Галлии, более продолжительным авторитетом, чем на Востоке, где был отменён Кодексом Юстиниана. Кодекс Феодосия сохранился в рукописях и переиздавался в разное время.